# Stazione di Palagianello
Stazione di Palagianello vasútállomás Olaszországban, Palagianello településen.

## Vasútvonalak
Az állomást az alábbi vasútvonalak érintik:
- Bari–Taranto-vasútvonal

## Kapcsolódó állomások
A vasútállomáshoz az alábbi állomások vannak a legközelebb:
- Stazione di Castellaneta
- Stazione di Palagiano-Mottola